# بوتنهایم
بوتنهایم (به آلمانی: Buttenheim) یک شهر در آلمان است که در بامبرگ واقع شده‌است. بوتنهایم ۳٬۳۳۸ نفر جمعیت دارد.